# في إعادة الوصاية على كوالسكي
في قضية الوصاية على كوالسكي، 478 N.W.2d 790 (محكمة الاستئناف في مينيسوتا، 1991)، وهي قضية نظرت فيها محكمة الاستئناف في ولاية مينيسوتا، تم فيها تثبيت شريكة مثلية قانونيًا كوصية على شيرون كوالسكي بعد أن أصبحت عاجزة نتيجة حادث سير. ولأن القضية كانت موضع نزاع من قبل والدي كوالسكي وعائلتها، وأسفرت في البداية عن استبعاد الشريكة لعدة سنوات من زيارة كوالسكي، فقد احتفل المجتمع المثلي بالحل النهائي لصالح الشريكة باعتباره انتصارًا لحقوق المثليين.

## الوقائع والخلفية السابقة
كانت شيرون كوالسكي، معلمة تربية بدنية وصحة في مدرسة ثانوية، تعيش مع شريكتها كارين تومبسون (ولدت عام 1947) في مدينة سانت كلاود، مينيسوتا، لمدة تقارب أربع سنوات. وعلى الرغم من أن والدي كوالسكي لم يكونا على علم بالعلاقة في ذلك الوقت، إلا أن الشريكتين تبادلتا الخواتم وسجّلتا بعضهما البعض كمستفيدتين من بوليصات التأمين.
في 13 تشرين الثاني 1983، أصيبت كوالسكي بإصابات دماغية خطيرة في حادث سيارة تسبب به سائق مخمور. وقد تسببت هذه الإصابات في إعاقتها الجسدية بشكل دائم، مما استلزم استخدامها لكرسي متحرك، وأثرت على قدراتها الذهنية.
في آذار 1984، تقدّمت كل من تومبسون ووالد شيرون كوالسكي، دونالد كوالسكي، بطلب ليتم تعيينه وصيًا قانونيًا على شيرون. وبناءً على فهم مفاده أنها ستحظى بحق الزيارة، وافقت تومبسون على أن يُعيَّن دونالد كوالسكي وصيًا. وقد صدر أمر الوصاية عن المحكمة في تموز 1985، مانحًا دونالد السيطرة الكاملة على الزيارات. وفي 25 تموز 1985، قطع دونالد حقوق زيارة تومبسون ونقل شيرون من دار تمريض قرب منزل تومبسون إلى دار أخرى تبعد خمس ساعات بالسيارة.
استأنفت تومبسون القرار، إلا أن محكمة الاستئناف أيدت الحكم في البداية، استنادًا إلى شهادة عائلة شيرون وموظفي دار التمريض الذين أفادوا بأن شيرون بدت مكتئبة وحزينة بعد زيارات تومبسون، وخلصت المحكمة إلى أن من مصلحة كوالسكي إيقاف زيارات تومبسون. ومع ذلك، دبّرت عائلة كوالسكي مبررًا أكثر خبثًا، مستغلة الصور النمطية المعادية للمثلية في ذلك الزمن. ففي رسالة إلى المحكمة، كتب طبيب العائلة: "الزيارات التي تقوم بها كارين تومبسون في هذا الوقت قد تعرّض شيرون كوالسكي لخطر كبير من الاعتداء الجنسي".
كانت العائلة تعتقد أن تومبسون تمثل تهديدًا لسلطتها على ابنتهم، ورفضت الاعتراف بأن شيرون مثلية الجنس وأنها كانت سابقًا في علاقة محبة وملتزمة مع تومبسون. وقد قال دونالد كوالسكي في مقابلة: "كارين تومبسون طردت نفسها من هناك بسبب عدوانيتها ودفعها شيرون إلى اكتئاب عميق. لقد أخبرت شيرون أنها محتجزة كالسجينة، وأنها في بيئة خطيرة. لو لم تكن تستطيع التحدث وكنتَ مستلقيًا هناك، ألن يُدخلك ذلك في اكتئاب؟"
انضمّت عدة مجموعات تدافع عن حقوق المثليين والحريات المدنية إلى تومبسون في مساعيها لإعادة حقوق الزيارة والحصول على الوصاية. وقد زاد الوعي العام بالقضية نتيجة التغطية الإعلامية المحلية والدولية، بما في ذلك حفلات لجمع التبرعات أدّتها المغنية وكاتبة الأغاني المثلية آن ريد.
وقد أُقيمت فعاليات في 21 مدينة إحياءً ليوم "الحرية الوطنية لشيرون كوالسكي" في شهر آب 1988. وقال توماس ب. ستودارد، المدير التنفيذي لمجموعة لمبادا ليغل (منظمة للدفاع عن حقوق المثليين): "لا توجد قضية أخرى تضاهي هذه في أهميتها الرمزية." وأضاف أن القضية "لمست أعمق الأعصاب في المجتمع المثلي في الولايات المتحدة لأنها أثارت أعمق مخاوف كل شخص مثلي: نزاع بين الأحبة ورفض الرغبات الشخصية."
في أيّار 1988، طلب قاضٍ فيدرالي من أخصائيين إجراء تقييم لشيرون لتحديد ما إذا كانت تملك القدرة الذهنية الكافية للتعبير عن رغباتها فيما يتعلق بالزيارة، وإذا كان الأمر كذلك، لتحديد تلك الرغبات. وخلال عملية التقييم هذه، سُمح لتومبسون بزيارة شيرون لأول مرة منذ عدة سنوات.
وقد قرر الأخصائيون في مركز ميلر-دوان الطبي أن شيرون تمتلك القدرة على التعبير عن رغباتها، وبناءً على فهمهم لتلك الرغبات، سُمح لتومبسون باستئناف زيارات محدودة في كانون الثاني 1989. وفي آذار 1989، نشرت تومبسون كتابًا عن تجربتها شاركت في تأليفه مع الدكتورة جولي أندرزجوسكي، بعنوان "لماذا لا تستطيع شيرون كوالسكي العودة إلى المنزل؟"
في أواخر عام 1988، وبسبب تدهور حالته الصحية، طلب دونالد كوالسكي من المحكمة تعيين وصي جديد. وقد قدمت تومبسون التماسًا غير متنازع عليه لتكون الوصية التالية على شيرون في آب 1989. وعُقدت جلسة بشأن الالتماس في آب 1990. وبما أن صديقة للعائلة تُدعى كارين تومبرلين تواصلت مع محامية شيرون وأعربت عن رغبتها في الإدلاء بشهادة ضد وصاية تومبسون، فقد أجّلت المحكمة النظر في التماس تومبسون إلى حين إجراء جلسة استماع إثباتية. خلال الجلسة، استدعت تومبسون ستة عشر شاهدًا طبيًا شهدوا حول الحالة العقلية لشيرون، وتفاعلها مع تومبسون، وتفضيلها في ما يتعلق بالزيارة. كما أدلى ثلاثة شهود يعارضون وصاية تومبسون بشهاداتهم – أخت شيرون، وتومبرلين، وصديق آخر للعائلة. وقال دونالد كوالسكي للمحكمة إنه وزوجته لن يزوروا ابنتهما إذا أصبحت تومبسون وصيتها.
رفض القاضي روبرت كامبل من محكمة مقاطعة سانت لويس في دولوث، مينيسوتا، التماس تومبسون في 19 نيسان 1991، وعيّن تومبرلين وصية على شيرون. وكتب أن تومبسون "أظهرت التزامًا وتفانيًا في رعاية شيرون كوالسكي"، وأقرّ بمساهمتها في علاج شيرون وإرشادها وفهمها لاحتياجاتها الطبية والمادية والاجتماعية. وأكد أن رغبة شيرون كوالسكي كانت العودة إلى المنزل الذي كانت تشاركه مع تومبسون: "في السنتين الماضيتين، وعندما سُئلت عن المكان الذي ترغب في العيش فيه، كانت شيرون تقول باستمرار: ’سانت كلاود مع كارين‘". ولكنه حسب ضد التماس تومبسون إفشاءها الميول الجنسية لشيرون "لأبويها وللعالم دون موافقتها"، بالإضافة إلى كون تومبسون قد دخلت في "شراكات منزلية أخرى" منذ وقوع حادث شيرون. وقد وصف توماس ب. ستودارد، المدير التنفيذي لمؤسسة الدفاع القانونية لمبادا، القرار بأنه "إهانة عميقة ليس فقط لكل المثليات والمثليين، بل لكل الأميركيين الذين يختارون شركاءهم ومنازلهم وفقًا لشروطهم، وليس وفقًا للقواعد القانونية التي يفرضها المجتمع". وقال: "شيرون اختارت عائلتها. لكن القاضي لم يوافق، لذا فرض رؤيته الخاصة عليها".

## القضية
قضت محكمة الاستئناف في ولاية مينيسوتا لصالح تومبسون في 17 كانون الأول 1991. وقد علّق محامي تومبسون قائلاً: "يبدو أن هذه هي أول قضية وصاية في البلاد تعترف فيها محكمة استئناف بحقوق الشريك المثلي على قدم المساواة مع حقوق الزوج".
بدأت المحكمة تحليلها بالاستناد إلى القوانين المعمول بها بشأن الوصاية، والتي تنص على أن المحكمة يجب أن تتخذ قرار الوصاية بناءً على "مصلحة القاصر الفضلى". وقد تم تعريف "مصلحة القاصر الفضلى" ضمن القانون، إلا أنه يتطلب من المحكمة أن تأخذ في الاعتبار التفضيل المعقول للقاصر أو الشخص الخاضع للوصاية، إن أمكن تحديد هذا التفضيل.
وبمراعاة القانون، صرّحت المحكمة بأن شيرون كوالسكي عبّرت بوضوح عن تفضيلها لتومبسون كي تكون وصيتها، مستندةً إلى الدراسة التي أجراها أخصائيو مركز ميلر-دوان الطبي. وأشارت المحكمة إلى أن الشهود الثلاثة الذين عارضوا تعيين تومبسون كانوا جميعهم شهودًا عاديين من غير ذوي الخلفية الطبية.
وفيما يخص مؤهلات تومبسون لتولي الوصاية، ذكرت المحكمة أن شهادات عدة شهود أثبتت أن تومبسون كانت محبة ومهتمة في تعاملها مع شيرون، وكانت قادرة على رعايتها والاعتناء بها في حياتها اليومية.
وأخيرًا، تناولت المحكمة قلق المحكمة الأدنى من مشاركة تومبسون لشيرون في العديد من الفعاليات العامة الخاصة بالمثليين والمثليات – وهي قضية حظيت بتغطية إعلامية كبيرة – والتي شهدت عائلتها بأنها ربما لم تكن لتختار حضورها من تلقاء نفسها. واعتبرت المحكمة أن اعتماد المحكمة الأدنى على هذا العامل في قرارها بشأن الوصاية كان في غير محله، إذ أظهرت السجلات أن شيرون كانت تستمتع بهذه الفعاليات، بل وحصلت على جائزة في اجتماع للمنظمة القومية للنساء.
خلصت المحكمة إلى أنه، رغم أن محكمة الدرجة الأولى تملك سلطة تقديرية واسعة في قضايا الوصاية، إلا أن المحكمة قد أساءت استخدام سلطتها التقديرية في هذه القضية عندما رفضت التماس تومبسون خلافًا للأدلة. وقد أزالت المحكمة تومبرلين من وصاية شيرون كوالسكي وعيّنت تومبسون بدلاً منها. وقالت المحكمة: "كل الشهادات الطبية أثبتت أن شيرون تمتلك القدرة على التعبير عن تفضيلها بشكل موثوق في هذه القضية، وقد اختارت بوضوح العودة إلى المنزل مع تومبسون إذا أمكن ذلك. وهذا الاختيار مدعوم كذلك بحقيقة أن تومبسون وشيرون تشكّلان أسرة قائمة على المودّة، ويجب إيلاء هذا الاحترام الواجب".

## آثار القرار
اعتُبر قرار كوالسكي انتصارًا لحقوق المثليين من قِبل المجتمع المثلي. وقد نشرت مجلة نقابة المحامين الأمريكية الخبر تحت عنوان: "انتصار لحقوق المثليين: امرأة من مينيسوتا تُعيَّن وصية على شريكتها المثلية المعوقة".
تم إنتاج شريط فيديو بعنوان "الالتزام مدى الحياة: صورة لكارين تومبسون" في عام 1994، واستُلهمت من قضية كوالسكي ثلاث مسرحيات. كما سلّطت القضية الضوء على أهمية "التفويض الدائم" وغيرها من الاستراتيجيات القانونية التي يمكن أن يلجأ إليها الأزواج المثليون لإثبات حقوقهم في الوصاية في مواقف مماثلة.
أُقيم أول موكب لفخر الإعاقة في الولايات المتحدة في مدينة بوسطن عام 1990، وكانت المتحدثة الرئيسية فيه كارين تومبسون.
حصلت كارين تومبسون على عدة جوائز تقديرًا لجهودها في تحقيق المساواة لمجتمع الميم، منها جائزة "100 امرأة نحبّهن" لعام 2012 من مجلة GO، وجائزة الحرية من صندوق لمبادا للدفاع القانوني والتعليم، وجائزة العمل الإنساني السنوية لعام 1989 من الجمعية الأمريكية لعلم النفس.
أما تومبسون وشيرون كوالسكي معًا، فقد حصلتا على جائزة امرأة الشجاعة لعام 1990 من المنظمة القومية للنساء، وجائزة نسوية العام لعام 1991 من مؤسسة الأغلبية النسوية، وجائزة خلق التغيير لعام 1990 من قوة العمل القومية للمثليين والمثليات.
وحتى عام 2013، كانت تومبسون لا تزال تقوم بظهورات علنية لمناقشة القضية والقضايا التي أثارتها.

## الوفاة
توفيت شيرون كوالسكي في 1 تشرين الأول 2023.

## روابط خارجية
- "في الوصاية على كوالسكي" ، محكمة الاستئناف في مينيسوتا ، 17 ديسمبر 1991
- "في الوصاية على كوالسكي" ، تم رفض المراجعة ، محكمة الاستئناف في مينيسوتا ، 17 أكتوبر 1986
- "في الوصاية على كوالسكي" ، تم رفض المراجعة ، محكمة استئناف مينيسوتا ، 18 أبريل 1986
- نان د. هانتر ،" المعارضة الجنسية والأسرة: قضية شارون أ كوالسكي " ، في ليزا دوجان ونان د.هانتر ، محرران., حروب الجنس: المعارضة الجنسية والثقافة السياسية (روتليدج ، 2006)
- المادة غلبتق في القضية
- موقع كارين د. طومسون